# Бернсторф
Бернсторф (нем. Bernstorf) — община в Германии, районный центр, расположен в земле Мекленбург — Передняя Померания.
Входит в состав района Северо-Западный Мекленбург. Подчиняется управлению Грефесмюлен-Ланд.  Население составляет 352 человека (на 31 декабря 2010 года). Занимает площадь 17,56 км².
Коммуна подразделяется на 7 сельских округов.